# سد سیجوال
سد سیجوال، یک سد مخزنی کوچک به حجم مخزن ۱٫۵ میلیون متر مکعب در شمال روستای سیجوال شهرستان بندرترکمن در استان گلستان است. این سد بر روی رودخانه قره‌سو و قبل از ریختن آن به دریای خزر قرار دارد.
هدف از ساخت این سد، آبگیری استخرهای مرکز تکثیر، بازسازی ذخایر و حفاظت ژنتیکی ماهیان استخوانی استان گلستان و همچنین ذخیره‌سازی آب رودخانه قره‌سو جهت مصارف کشاورزی منطقه در مخزن کوچک این سد است.
در طرح افزایش ارتفاع و حجم مخزن سد که در سال ۱۴۰۲ تکمیل شد، ارتفاع دیواره سد از ۳ متر به ۶ متر و حجم مخزن آن از ۰٫۳ میلیون متر مکعب به ۱٫۵ میلیون متر مکعب افزایش یافت.

## گردشگری سد سیجوال
دریاچه ۳۹ هکتاری سد سیجوال و طبیعت بکر و بی نظیر اطراف دریاچه که با مزارع احاطه شده ظرفیت خوبی برای توسعه گردشگری و ایجاد زیرساخت‌های مرتبط در منطقه است.